# Ентолома сіра отруйна
Ентолома сіра отруйна (Entoloma rhodopolium (Fr.) Kumm.) — вид грибів родини ентоломові (Entolomataceae).

## Опис
Шапка 4—10(11) см у діаметрі, опукло-, плоско- або увігнуторозпростерта, часом з горбом, сріблясто-сіра, оливкувато- або іноді жовтувато-сіра, при зволоженні темніє, при підсиханні світлішає, гола, блискуча. Пластинки прирослі, іноді злегка переходять на ніжку, білі, рожеві. Спори 8—10,5 X 7—8 мкм, кутасто-кулясті або кутасто-широкоовальні. Ніжка 5—11 X 0,5—1,5 см, щільна, з віком порожня, біла, згодом сірувата, гола. М'якуш щільний, білий, спочатку пахне борошном, при підсиханні з неприємним запахом.
В Україні поширений у Прикарпатті, на Поліссі та в Лісостепу. Росте у листяних (дубових, букових) лісах; часто; у серпні — вересні.
Отруйний гриб.